# Tumucuaquebergens nationalpark
Tumucuaquebergens nationalpark (portugisiska: Parque Nacional Montanhas do Tumucumaque) är en nationalpark i Brasilien. Den ligger i kommunen Laranjal do Jari och delstaten Amapá, i den norra delen av landet, 2 000 km norr om huvudstaden Brasília.